# Manuel Serifo Nhamadjo

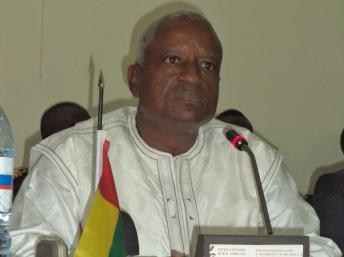
Manuel Serifo Nhamadjo, 2015

Manuel Serifo Nhamadjo (* 25. März 1958; † 17. März 2020 in Lissabon) war ein Politiker aus Guinea-Bissau. Er war stellvertretender Präsident der Volksversammlung und von Mai 2012 bis Juni 2014 Übergangspräsident seines Landes.
Nhamadjo war bis 2012 Mitglied des Partido Africano da Independência da Guiné e Cabo Verde (PAIGC), danach wurde er unabhängig. Als Abgeordneter war er 2009 und erneut 2012 kurzzeitig amtierender Parlamentspräsident.
Er galt als Vertrauter des früheren Staatspräsidenten Malam Bacai Sanhá. Bei der ersten Runde der Präsidentschaftswahl 2012 am 18. März 2012 erhielt er als unabhängiger Kandidat 15,7 Prozent der Stimmen und schaffte es damit als Drittplatzierter nicht in die für den 29. April geplante Stichwahl, zu der es wegen eines Militärputsches am 12. April 2012 nie kam. Nach dem Putsch einigten sich die Junta und die Opposition am 19. April auf Nhamadjo als Übergangspräsident für eine zweijährige Übergangszeit bis zur Abhaltung von Wahlen. Nhamadjo verweigerte jedoch die Übernahme des Amtes, und die Afrikanische Union und die Westafrikanische Wirtschaftsgemeinschaft (ECOWAS) lehnten die Vereinbarung als Versuch einer Legitimierung des Putsches ab und verweigerten Nhamadjo die Anerkennung. Am 11. Mai 2012 einigten sich die Junta und die ECOWAS aber doch auf Nhamadjo, der nun der Übernahme des Amtes zustimmte.